# Helene Brembeck
Helene Brembeck, (Berit Helen) född 16 september 1952 i Örgryte församling, är en svensk etnolog och professor.
Brembeck är professor i etnologi vid Göteborgs universitet och föreståndare för Centrum för konsumtionsvetenskap vid samma lärosäte. Hennes forskning är särskilt inriktad mot föräldraskap och barndom i konsumtionssamhället.